# Завјера
Завјера, такође и урота, тајни је план или споразум међу људима (завјереницима или уротницима) са незаконитим или штетним циљем, као што је убиство, издаја или корупција, нарочито са политичком мотивацијом, док се њихов договор чува у тајности од јавности или других људи на које се односи. У политичком смислу, завјера се односи на групу људи окупљених у циљу подривања успостављених политичких структура моћи. Може имати облик узурпирања или измјене истих, или чак континуираног незаконитог профитирања од одређених дјелатности на начин који слаби естаблишмент помоћу различитих политичких власти. У зависности од околности, завјера може бити злочин или грађанска неправда. Термин генерално означава, или имплицира, неправду или незаконитост коју спроводе завјереници, јер се уобичајено вјерује да људи не би морали да склапају завјеру да би се укључили у дјелатности које су законите или етичке, или на које нико не би имао приговор.
Постоје неке координисане дјелатности којима се људи баве у тајности, а које се генерално не сматрају завјерама. Нпр. обавјештајне службе као што су америчке ЦИА или британски МИ6 нужно праве планове у тајности да шпијунирају осумњичене непријатеље својих земаља и опште становништво својих матичних земаља, али се ова врста дјелатности уопште не сматра завјером све док је њихов циљ да испуне своје званичне дужности. Слично томе, тренери такмичарских спортских тимова рутински се састају иза затворених врата како би планирали стратегије игре и специфичне игре дизајниране да побједе своје противнике, али се ова дјелатност не сматра завјером, јер се сматра легитимним дијелом спорта. Штавише, у завјеру мора да се ступи свјесно. Наставак друштвених традиција које раде у корист одређених група и на штету одређених других група, иако је могуће неетички, није завјера ако је учесници у пракси не спроводе даље у циљу одржавања ове предности.
С друге стране, ако постоји намјера за извођење завјере, онда постоји завјера чак и ако учесници не договоре детаље наглас. Тајне операције Ције, нпр. по својој природе је тешко доказати, али истраживање о раду агенције, као и открића бивших запосленика Ције, сугеришу неколико случајева у којима је агенција покушавала да утиче на догађаје. Током Хладног рата, Сједињене Државе су тајно покушавале да промјене владе других држава 66 пута, од чега је 26 пута био успјешно.
„Теорија завјере” је вјеровање да је завјера заправо била одлучујућа у стварању политичког догађаја који теоретичари снажно не одобравају. Теорије завјере имају тенденцију да буду интерно конзистентне и корелирају једна са другом; уопштено су осмишљене да се одупру фалсификовању било доказима против њих или недостатком доказа у њихову корист. Политиколог Мајкл Баркун описао је теорије завјере као ослањање на гледиште да универзумом управља десен и оличавају три начела: ништа се не дешава случајно, ништа није како изгледа и све је повезано. Још једна заједничка одлика је да се теорије завјере развијају да би укључивале све доказе који постоје против њих, тако да постају, како Баркун пише, затворени систем које се може фалсификовати, и стога је „ствар вјере, а не доказа”.

## Типови завјере
- Грађанска завјера, договор међу људи ради обмане, довођења у заблуду или преваре других у погледу њихових законских права или да стакну неправедну предност.
- Злочиначка завјера, договор међу људима ради предстојећег кршења закона, у неким случајевима починивши радњу за унапрјеђење тог договора.
- Политичка завјера, договор међу људима с циљем стицања политичке моћи или испуњења политичког циља.